# Вознесенский собор (Изюм)
Свято-Вознесенский собо́р — православный храм в городе Изюме Харьковской области, кафедральный собор Изюмской и Купянской епархии Украинской православной церкви (Московского патриархата).
Церковь получила известность благодаря чудотворной иконе Песчанской Божией Матери.

## История
В 1826 году собор построили в слободе Пески и освятили. Этот собор построили вместо прежней церкви, где находилась Песчанская икона, на расстоянии полутора километров от неё, — по причине разрушений, происходивших из-за половодий и разливов воды, так как прежний храм находился в низменной пойме реки Северский Донец на улице Замостянской.
В 1903 году была возведена колокольня в два этажа, а также устроены два алтаря: справа во имя святых чудотворцев Космы и Дамиана, слева во имя Казанской иконы и Песчанской иконы Божьей Матери.
С 1983 года по 2008 год церковь обновляли. В 2000 году в храме установлена кафедра викарного архиерея, благодаря этому собор стал кафедральным. В 2005 году в купола добавлена позолота. С 2006 по 2007 год выполнялись роспись храма и замена иконостасов. При соборе открылись гостиница и источник.
Собор пострадал при вторжении России на Украину в 2022 году.

## Святыни
Икона Песчанской Божьей Матери появилась при Белгородском епископе святителе Иоасафе (в миру Иоаким Андреевич Горленко) в 1754 году.
Песчанская Божья Матерь пришла к епископу во сне. Во сне святитель Иоасаф увидел икону в куче мусора, после этого Пресвятая Богородица сказала ему:
Смотри, что сделали с ликом Моим служители сего храма. Образ Мой, назначен для страны сей источником благодати, а они повергли его в сор.
Когда епископ вернулся в собор, то внезапно увидел икону, которая находилось в плачевном состоянии в притворе и выполняла роль перегородки, в которую клали уголь для кадила.
По приказу святителя Иоасафа икону почистили и положили на видное место..
В храме также содержится следующие святыни:
- Икона святителя Николая[2].
- Икона великомученика Пантелеймона[2].
- Икона Георгия Победоносца[2].
- Икона Иоанна воина[2].
- Частицы мощей многих святых, в числе которых есть мощи Белгородского епископа святителя Иоасафа[2].

## Священослужители
В церкви служат:
- Настоятель — Митрополит Изюмский и Купянский Епископ Иоанн (Терновецкий);
- Ключарь — протоиерей Богдан Думиндяк;
- протоиерей Вячеслав Солоха;
- протоиерей Димитрий Повный;
- протоиерей Кирилл Андраш;
- протодиакон Владимир Малиновский;
- диакон Артемий Бондаренко.

## Кириченкова Криница
Кириченкова Криница — источник, получивший известность за ключевую воду. Несколько лет назад[когда?] на источнике построен деревянный храм, при котором впоследствии основан монастырь Песчанской иконы Пресвятой Богородицы.